# Elis Thuresson
Elis Viktor Thuresson, född 17 april 1882 i Sundsvall, död 1 april 1950 i Stockholm, var en svensk väg- och vattenbyggnadsingenjör.
Thuresson, som var son till direktör Thure Reinhold Thuresson och Karolina Pettersson, avlade mogenhetsexamen i Sundsvall 1900 och utexaminerades från Kungliga Tekniska högskolan 1904. Han blev underlöjtnant i Fortifikationens reserv 1906, löjtnant där och i Väg- och vattenbyggnadskåren 1910, kapten 1918 och major i Väg- och vattenbyggnadskåren 1940. Han var konstruktör och arbetsledare vid AB Vattenbyggnadsbyrån 1904–1908 och bedrev egen konsulterande verksamhet för väg- och vattenbyggnad, Thuresson & Co i Stockholm, från 1909. Han var byråingenjör i Väg- och vattenbyggnadsstyrelsen 1912–1914 och kontrollant vid byggandet av bron över Skurusundet 1914–1915.
Thuresson anställdes som byggnadschef i Helsingborgs stad 1921 och tillika som chef för stadens vattenverk 1922, men lämnade på egen begäran stadens tjänst 1928 med anledning av ett synnerligen skarpt angrepp mot honom i Skånska Socialdemokraten. Han hade, i strid mot drätselkammarens uttryckliga och upprepade förbud, åtagit sig ett flertal vägkonsulentuppdrag i Malmöhus läns fyra nordliga härader, varigenom han måst åsidosätta sitt arbete i stadens tjänst. Han förrättade i övrigt flottledssyner, undersökte och uppgjorde förslag till vattenkraftanläggningar samt anlade bland annat fabriksbyggnader och ångcentraler.